# Blattsingen
Der Ausdruck Blattsingen (auch Prima-Vista-Singen, vom Blatt singen, vereinzelt Blatt-Singen) beschreibt die Fähigkeit zur unmittelbaren Umsetzung einer vom Notenblatt abgelesenen Folge von Intervallen in die zu singenden Töne ohne Zuhilfenahme eines Instrumentes. In der Regel wird der Anfangston angegeben. Menschen mit absolutem Gehör brauchen auch dies nicht, da sie sich an Töne frequenzrichtig – eben absolut genau in der Tonhöhe – erinnern können.
Sicheres Beherrschen des Blattsingens ist eine wichtige Voraussetzung für viele musikalische Tätigkeiten. Deshalb sind Blattsing-Aufgaben im akademisch-musikwissenschaftlichen Bereich häufig Bestandteil von Aufnahme- und Abschlussprüfungen; viele Musikhochschulen und Universitäten bieten spezielle Kurse im Blattsingen an. Auch für die Mitwirkung in Chören gehobener Leistungsklasse und in noch stärkerem Maße für die Chorleitertätigkeit ist sicheres Blattsingen erforderlich oder zumindest wünschenswert.